# 害虫

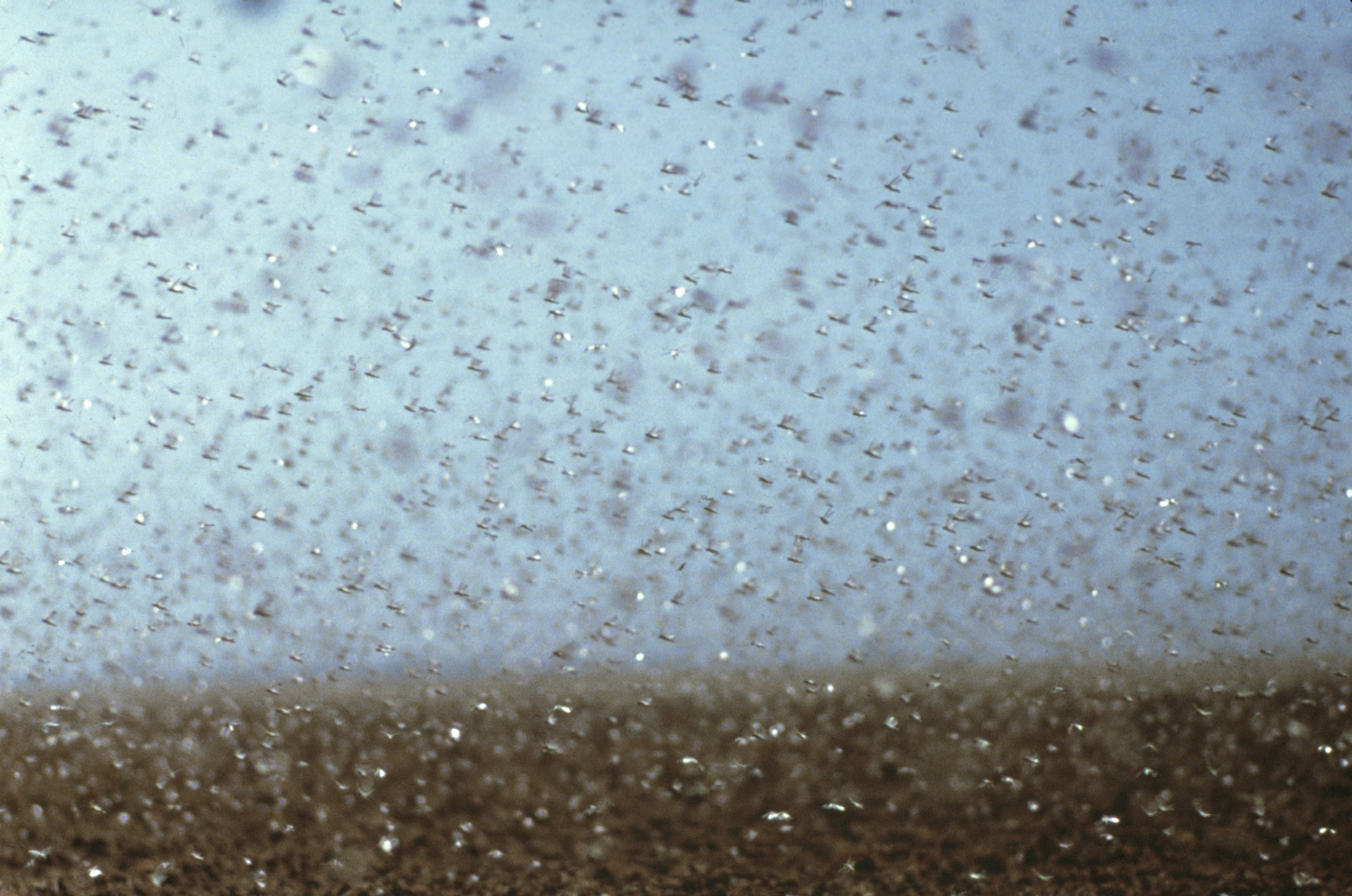
蝗害をもたらすバッタの群れ

害虫（がいちゅう）とは、人間（ヒト）や家畜・ペット・農産物・財産などにとって有害な作用をもたらす虫。主に無脊椎動物でもある小動物、特に昆虫類などの節足動物類をいう。
害虫はより広い意味をもつ有害生物（pest）に含まれるとされ、これには他に病原微生物、雑草、害鳥、害獣などが含まれる。このうち害虫と害獣を合わせて害虫獣と呼ぶこともある。
益虫の対義語であるが、同一種であっても見方によって益虫にも害虫にもなることがある。文献では日本語の「おじゃま虫」（おじゃまむし）の表現で考察を加えるものもある。

## 各種害虫の分類
一般に害虫は加害対象によって、衛生害虫、農業害虫、貯穀害虫、不快害虫、文化財害虫などに分けられる。このうち不快害虫については、媒介害虫や有害害虫とともに広義の衛生害虫に含められことがある。
害虫の区分は文献によって異なる。
- 衛生害虫、農業害虫、貯穀害虫、食品害虫、財産害虫、不快害虫、家畜害虫などに分けるもの[8]。
- 狭義の衛生害虫、ペット・家畜・家禽害虫、農業・園芸・樹木害虫、有害害虫、不快害虫、衣類害虫、木材害虫などに分けるもの[9]。

|                        | 主な種あるいはグループ |
| ---------------------- | --- |
| 狭義の衛生害虫         | ハエ、カ、ゴキブリ、ノミ、シラミ、トコジラミ、マダニ、屋内塵性ダニ、イエダニなど                                                           |
| ペット・家畜・家禽害虫 | ハエ、カ、ヌカカ、アブ、サシバエ、ノミ、ハジラミ、マダニ、ワクモ、トリサシダニなど                                                         |
| 農業・園芸・樹木害虫   | ケムシ、イモムシ、アブラムシ、カイガラムシ、コナジラミ、ハバチ、ナメクジなど。またカマキリはミツバチを捕食するため、養蜂場では害虫である。 |
| 有害害虫               | ハチ、クモ（ゴケグモなど）、アリ（ヒアリなど）、ムカデ、ドクガ、アブ、ブユ、ヤマビルなど                                                   |
| 不快害虫               | ユスリカ、チョウバエ、ショウジョウバエ、カメムシ、アリ、チャタテムシ、クモ、ゲジ、ヤスデ、タカラダニ、ナメクジなど                         |
| 衣類害虫               | イガ、コイガ、ヒメマルカツオブシムシ、ヒメカツオブシムシなど                                                                               |
| 木材害虫               | シロアリ、ヒラタキクイムシ、ナガシンクイムシなど                                                                                           |

## 衛生害虫

### 広義の衛生害虫

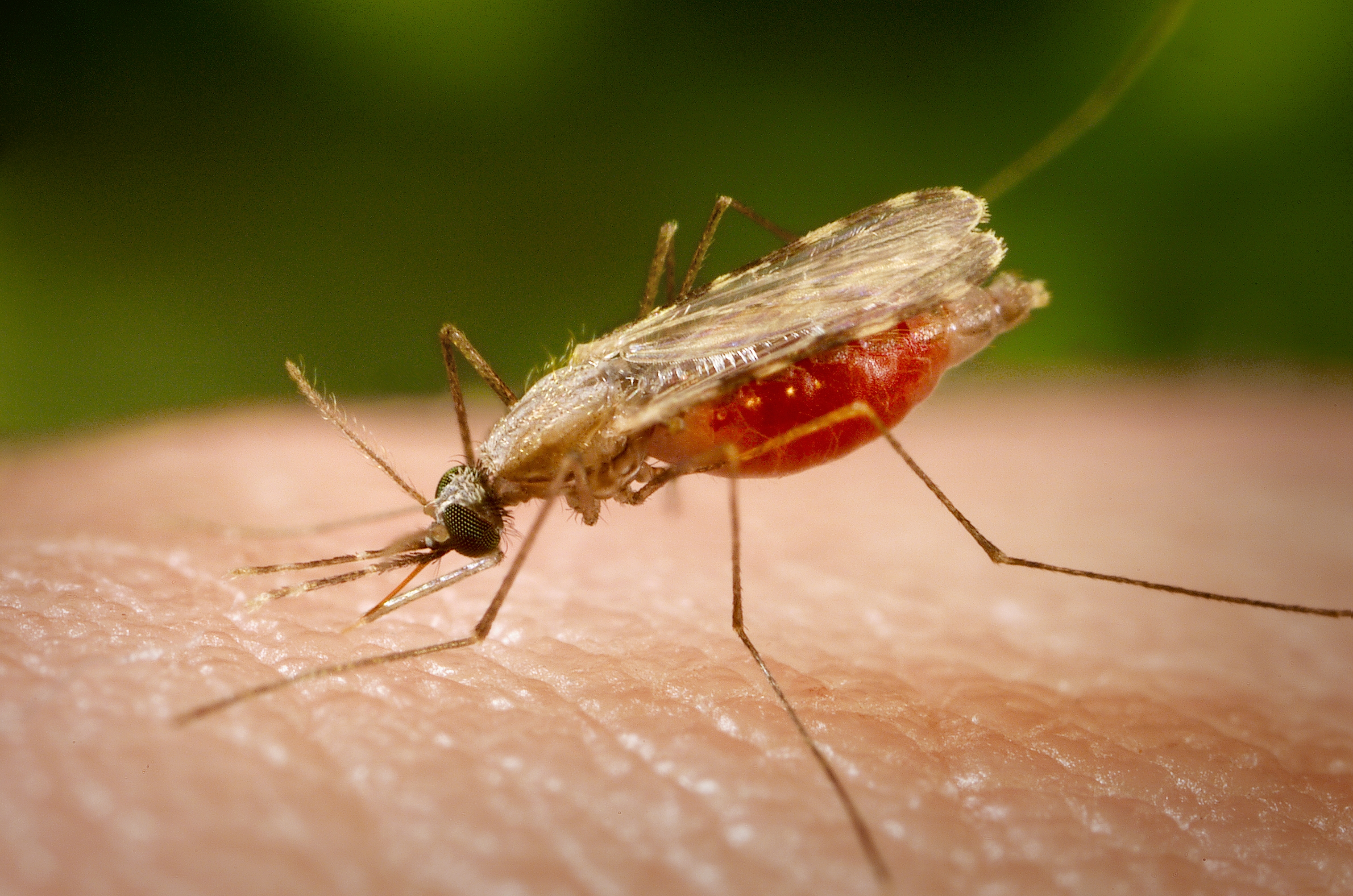
ハマダラカ。

人体に何らかの衛生上の害をおよぼす害虫類を広義の衛生害虫といい、媒介害虫、有害害虫、不快害虫の3つに分類されることがある。ただし、衛生害虫を媒介害虫と有害害虫とし、不快害虫を別のグループとする文献もある。また、衛生害虫の加害対象は人間であるが家畜を含めることもある。
媒介害虫
何らかの疾病を媒介するもの。
（例）カ、ダニ、ツツガムシなど
有害害虫
肉体的に直接に刺咬や吸血などの実害を与えるもの。
吸血害虫（カ、ノミ、ダニなど）、刺咬害虫（ハチ、クモ）、皮膚炎・アレルギーを引き起こす害虫（ダニ、ユスリカなど）に分けられる。
不快害虫
不快感や不潔感といった心理的・精神的な害を与えるもの。
（例）ゴキブリ、ハエ、カメムシなど

不快害虫に関しては、街路樹に生息する触らなければ概して無害な虫にまで駆除要請が多く、仙台市の泉区役所には10年で苦情が倍増し過去においてはその時期特有の現象と割り切られていた現象にまで行政に対処が求められてしまい、手一杯の状態になるような状況もみられる。

### 狭義の衛生害虫
カやハエ、ノミ類、シラミ、ナンキンムシ、ダニ類、ツツガムシ、ゴキブリなど伝染病等を媒介する害虫を狭義の衛生害虫という。

## 経済害虫
経済上の損失の原因となる害虫を経済害虫という。経済害虫に挙げられるものに、食品害虫、衣類害虫、文化財害虫、家畜害虫などがある。農業害虫や貯穀害虫については、経済害虫に含める場合のほか、経済害虫とは別の一つのグループとする文献もある。

### 農業害虫
野外農作物を加害対象とする害虫を農業害虫といい、広域には生産地域、狭域には施設園芸などが加害範囲となる。

### 貯穀害虫
貯蔵農作物を加害対象とする害虫を貯穀害虫といい、貯蔵場所や工場などが加害範囲となる。
- コクゾウムシ
- シバンムシ
- キクイムシ
- コクヌスト（英語版）(漢字表記：穀盗人)
- カツオブシムシ

等が該当する。

### 食品害虫
穀物だけでなく加工品も含めた食料品に付く害虫を「食品害虫」と呼ぶことがある。食品昆虫は行動様式により、定住害虫、来訪害虫、迷入害虫に分けられる。ただし、一種の昆虫が複数のグループに区分される場合がある。また、衛生害虫、貯穀害虫、農業害虫と重なるものがある。
定住害虫
食品を餌にして繁殖するもので、その多くは貯穀害虫と呼ばれるグループと重なる。
来訪害虫
歩行や飛翔によって食品に到達して食害するもので、ゴキブリやハエなどの衛生害虫のほか、アリやハチなどを含む。
迷入害虫
食品に偶然迷い込む不特定の昆虫群で様々な農業害虫が含まれる。

### 財産害虫
建築物や家財道具などに被害をもたらす害虫を「財産害虫」と呼ぶことがある。木材害虫などとして分類されることもある。

### 文化財害虫
建造物、博物館や美術館などに収蔵される古文書・美術資料などの文化財は多くが紙や布などの有機質材料でできているため、虫害による損傷が発生する。害虫による文化財の損傷は虫損と呼ばれ、文化財への虫損を及ぼす害虫は文化財害虫と呼ばれる。
博物館施設においては文化財に影響を与える照明や湿度、振動や空気質など環境的要因とともに虫害の防止が考慮され、施設内部や収蔵庫は建設の段階から気密性を高くするなど対策がなされ、また定期的に薬剤による燻蒸作業が行われている（一方で、燻蒸薬剤による文化財への影響も考慮される）。薬剤による文化財及び人体や環境への悪影響を避けるため、脱酸素剤または窒素や二酸化炭素などの不活性気体を用いた低酸素濃度殺虫法も利用されている。
古文書は特に発見された段階で虫損が生じていることが多く、損傷状態によっては文書料紙と同質材料を用いての修復が行われる。翻刻にあたっては、前後の文脈から虫損部分の文字を推測し補われることも多い。

### 家畜害虫
家畜に吸血や病気の媒介、ストレスといった被害をもたらす害虫を「家畜害虫」と呼ぶことがある。多くは吸血性の節足動物であるが、家畜の体表を舐めてストレスを与えるノイエバエやクロイエバエなど、家畜に直接加害はしないが家畜飼養環境で発生するイエバエなどの衛生害虫も含む。

## 害虫対策

### 歴史
日本神話で、須佐之男命は須勢理毘売から蛇比礼（へびのひれ）、呉公蜂比礼（むかではちのひれ）というスカーフのような布をもらい。これを振ると蛇、百足、蜂が寄り付かなくなったように、西洋では動物裁判、日本では虫送り、中国では八蜡を祭るなどの神事・呪術によって害虫などが作物につかないよう願った。
人力による捕殺
日本の古い対策の記録では、捕殺がまず見つかる。西暦929年ごろから瓜畑の虫取人夫を雇った記録が残されている。中国では、飛蝗の大発生で虫に懸賞をかけて買い上げた話がある。また、穴を掘って埋めたり焼いたりも行われたが、漢代から唐代初期には虫を殺すのを忌避する儒家の災異説が幅を利かせて治蝗は進展しなかった。
道具を使った対策
1600年代の園芸書には、竹べらで書き落とす、敗筆（小さい筆）で払い落とすなど簡単な捕虫具も紹介されている。17世紀の『農業全書』には、チガヤの穂を集め束ねたもので綿毛の中のウリバエ防除ができるとされた。『百姓伝記』には、網やとりもちを使った対策が記述される。石川県能美郡埴田村に所在する天保10年に建立された虫塚には、もめん袋で虫を集めたことが記されている。中国では、羽子板上の手板で挟さみ殺したり、櫛状の蝗取櫛（虫梳）と呼ばれる道具が用いられた。
防虫剤、殺虫剤
中国などでは漢方薬を用いた対策が行われていたとされるが、日本においては農家の秘伝としてあまり記録に残っていない。神社に権利が譲られた家伝殺蟲散は1600年頃に記録がある。内容として、アサガオの種子（牽牛子）、トリカブト類の根、薫 陸(乳香)、樟脳、明礬などの合剤である。使用法は、虫によって異なり、そのまま散布したり、たいまつに投げ込んで作物を燻煙したり、煎汁にして土に散布などが行われた。現代でも使われるものとして、灰類、石灰、煤、油類（毒のある桐油、芥子油、鯨油、魚油）、アセビ、クララ、センダン、モモの葉、タバコ、ヨモギ、ソバ、バイケイソウなどがある。中国や日本では、ウナギの干物や骨を粉にしたり、燃やされるなども行われた。

### 害虫防除
害虫防除は、生態的防除、物理的防除、化学的防除、生物的防除に分けられる。
生態的防除
害虫の発生源除去や侵入防止など。害虫を発生させない環境整備は環境的対策ともいい最も基本的な対策とされる。
物理的防除（物理的対策）
発生した害虫を駆除したり動きを封じる方法で、網戸、蚊帳、捕虫器、誘殺器などがある。効果が直接的に分かることや、害虫に抵抗性が付きにくい利点がある。
化学的防除（化学的対策）
殺虫剤や忌避剤（防虫剤）などを用いる方法。このほかに虫よけチョークなどが使われてきた。導入が比較的容易な方法で様々な場面で適用しやすいのが利点とされる。
生物的防除
天敵を導入する方法。在来天敵であれば環境に対する負荷が小さいのが利点とされる。生物農薬も参照。

### 被害の低減
広義の衛生害虫の被害低減策は、感染症の媒介害虫対策（ベクターコントロール）と有害害虫・不快害虫対策（ニューサンスコントロール）に大別される。

## 自然界の例
動物では、シマウマなどのような模様で刺す虫を近寄せない効果が確認されている。
ネコがマタタビの葉を噛んだり体に擦り付けるのは、傷ついた葉から出る虫よけ効果のためという研究がある。また、トウヨウミツバチは、巣の周りに動物の糞を塗り付けスズメバチが近寄らないようにする。